# 14845 Hegel
14845 Hegel eller 1988 VS6 är en asteroid i huvudbältet som upptäcktes den 3 november 1988 av den tyska astronomen Freimut Börngen vid Tautenburg-observatoriet. Den är uppkallad efter den tyske filosofen Georg Wilhelm Friedrich Hegel.
Asteroiden har en diameter på ungefär 14 kilometer och den tillhör asteroidgruppen Hilda.